# Quartet (Standards) 2020
Quartet (Standards) 2020 ist ein Musikalbum von Anthony Braxton. Die vom 15. und 25. Januar 2020 entstandenen Aufnahmen erschienen im August 2021 auf Tri-Centric Foundation / New Braxton House.

## Hintergrund
Der Holzblas-Virtuose und Komponist Anthony Braxton hat ein halbes Jahrhundert damit verbracht, zeitgenössische Musik von Bebop und Improvisation bis hin zur Oper zu verbinden und Hunderte von eigenen Werken zu komponieren – aber die 67 Titel auf diesem Album sind eine Neuinterpretation der ikonischen Jazzthemen und klassischen Popsongs, die normalerweise unter dem Sammelbegriff „Standards“ verborgen bleiben, stellte John Fordham fest. Braxton brachte anlässlich seiner 75. Geburtstagsfeier im Januar 2020 ein handverlesenes Liederbuch von Thelonious Monk bis Simon & Garfunkel nach Europa und nahm es auf einer Tournee mit den britischen Partnern Alexander Hawkins (Piano), Neil Charles (Bass) und Stephen Davis (Schlagzeug) auf.
Auf 13-CDs sind Livemitschnitte einer Reihe europäischer Konzerte des Quartetts dokumentiert. Zwischen dem 15. und 25. Januar 2020 absolvierte Braxtons Quartett neun Auftritte – jeweils drei Abende in Warschau, London und in Wels, Österreich.
Braxton gilt seit langem als einer der visionärsten Komponisten der schwarzen Musik, unabhängig davon, ob ein bestimmtes Werk unter den Begriff „Jazz“ passt oder nicht, schrieb Phil Freeman. Aber er hege auch eine tiefe Liebe und Ehrfurcht für die Jazz-Tradition, eine Beschäftigung, die bis in die 1970er Jahre zurückreicht, wie die Parker- und Tristano-Boxen (Anthony Braxton’s Charlie Parker Project bzw. Eight (+3) Tristano Compositions 1989: For Warne Marsh) sowie viele andere Werke aus seiner gesamten Karriere zeigen, etwa 19 Standards (Quartet) 2003 von 2010. Quartet (Standards) 2020 ist lediglich die [bis dato] umfangreichste dieser Erkundungen.
Die Box enthält 67 Titel, wobei keine Titel wiederholt werden. Typischerweise ist eine Edition wie diese chronologisch organisiert, wobei die Aufführungen jedes Abends mehr oder weniger vollständig präsentiert werden, aber nicht hier. Während es zum Beispiel vom Auftritt in London am 21. Januar fast zwei Stunden Material gibt, sind es vom Vorabend nur 24 Minuten. Und wie schon bei seinem Charlie-Parker-Album hat Braxton die Musik neu zusammengestellt. Jede CD springt von Stadt zu Stadt, von Nacht zu Nacht und stellt Lieder auf eine Weise gegenüber, die ihn vermutlich ansprach. So beginnt Disc 11 beispielsweise mit einer Version von Dizzy Gillespies „Groovin‘ High“; gefolgt von John Lewis’ „Skating in Central Park“ und „When Joanna Loved Me“ (bekannt gemacht durch Tony Bennett), schließlich Thelonious Monks „Pannonica“ und Sonny Rollins’ „The Bridge“. Alle Titel außer „Pannonica“ wurden am 24. Januar in Wels aufgenommen; die Monk-Melodie stammt wiederum vom Konzert am 15. Januar in Warschau.

## Titelliste
- Anthony Braxton: Quartet (Standards) 2020 (New Braxton House NBH910)[2]

CD 1
1. Minority (Gigi Gryce) 12:20
2. Two Degrees East, Three Degrees West (John Lewis) 11:25
3. Desafinado (Antonio Carlos Jobim) 11:28
4. Why Shouldn't I? (Cole Porter) 9:41
5. Out of Nowhere (Johnny Green) 7:05

CD 2
1. Alfie (Burt Bacharach) 4:20
2. Too Marvelous for Words (Richard Whiting) 6:37
3. Pumpkin (Andrew Hill) 13:22
4. I'm So Glad We Had This Time Together (Joe Hamilton) 9:16
5. The Duke (Dave Brubeck) 10:32

CD 1
1. Invitation (Bronislaw Kaper) 17:32
2. Take Ten (Paul Desmond) 9:07
3. Evidence (Thelonious Monk) 4:47
4. Straight Street (John Coltrane) 13:50
5. Old Friends (Paul Simon) 5:24

CD 4
1. Along Came Betty (Benny Golson) 20:58
2. Embarcadero (Paul Desmond) 13:59
3. Alfred (Andrew Hill) 8:21
4. You Go to My Head (J. Fred Coots) 12:58
5. Do Not Forsake Me, O My Darlin (Theme From “High Noon”) (Dimitri Tiomkin, Ned Washington) 7:26

CD 5
1. Lullaby in Rhythm (Benny Goodman) 11:06
2. The 59th Street Bridge Song (Feelin' Groovy) (Paul Simon) 8:05
3. Impressions (John Coltrane) 9:01
4. Prelude to a Kiss (Duke Ellington) 10:42
5. I Remember You (Victor Schertzinger) 16:56

CD 6
1. I Get a Kick Out of You (Cole Porter) 22:02
2. Where Are You? (Jimmy McHugh) 3:01
3. The Inch Worm (Frank Loesser) 9:12
4. Four (Miles Davis) 12:50
5. Still Crazy After All These Years (Paul Simon) 8:32

CD 7
1. Virgo (Wayne Shorter) 19:14
2. Bridge over Troubled Water (Paul Simon) 9:48
3. Autumn in New York (Vernon Duke) 8:43
4. McNeil Island (Andrew Hill) 5:41
5. If There Is Someone Lovelier Than You (Arthur Schwartz) 17:33

CD 8
1. Jinrikisha (Joe Henderson) 9:20
2. Sweet and Lovely (Charles N. Daniels, Gus Arnheim, Harry Tobias) 12:41
3. The Song Is You (Jerome Kern) 11:37
4. Black Nile (Wayne Shorter) 3:48
5. Remember (Irving Berlin) 10:05

CD 9
1. (How Little It Matters) How Little We Know (Carolyn Leigh, Philip Springer) 15:20
2. Double Clutching (Chuck Israels) 14:25
3. Who’s Afraid of the Big Bad Wolf? (Frank Churchill) 8:44
4. Sue’s Changes (Charles Mingus) 9:24
5. Nardis (Miles Davis) 9:49

CD 10
1. Like Sonny (John Coltrane) 15:58
2. Self-Portrait in Three Colors (Charles Mingus) 8:01
3. Off Minor (Thelonious Monk) 9:46
4. Equinox (John Coltrane) 7:26
5. Where the Blue of the Night (Meets the Gold of the Day) (Bing Crosby, Fred E. Ahlert, Roy Turk) 5:51
6. Moment’s Notice (John Coltrane) 9:31

CD 11
1. Groovin’ High (Dizzy Gillespie) 11:38
2. Skating in Central Park (John Lewis) 11:14
3. When Joanna Loved Me (Robert Wells) 11:15
4. Pannonica (Thelonious Monk) 11:15
5. The Bridge (Sonny Rollins) 11:08
6. Have You Met Miss Jones? (Richard Rodgers) 15:54

CD 12
1. Django (John Lewis) 7:40
2. Eronel (Idrees Sulieman, Sadik Hakim, Thelonious Monk) 10:42
3. Easy Living (Ralph Rainger) 10:28
4. Dee’s Dilemma (Mal Waldron) 8:48

CD 13
1. I’ll Never Smile Again (Ruth Lowe) 9:06
2. Strange Meadowlark (Dave Brubeck, Iola Brubeck) 8:48
3. It's the Talk of the Town (Jerry Livingston) 12:18
4. Thanks for the Memory (Ralph Rainger) 8:23
5. Way Out West (Sonny Rollins) 6:41
6. Peggy’s Blue Skylight (Charles Mingus) 14:43

## Rezeption

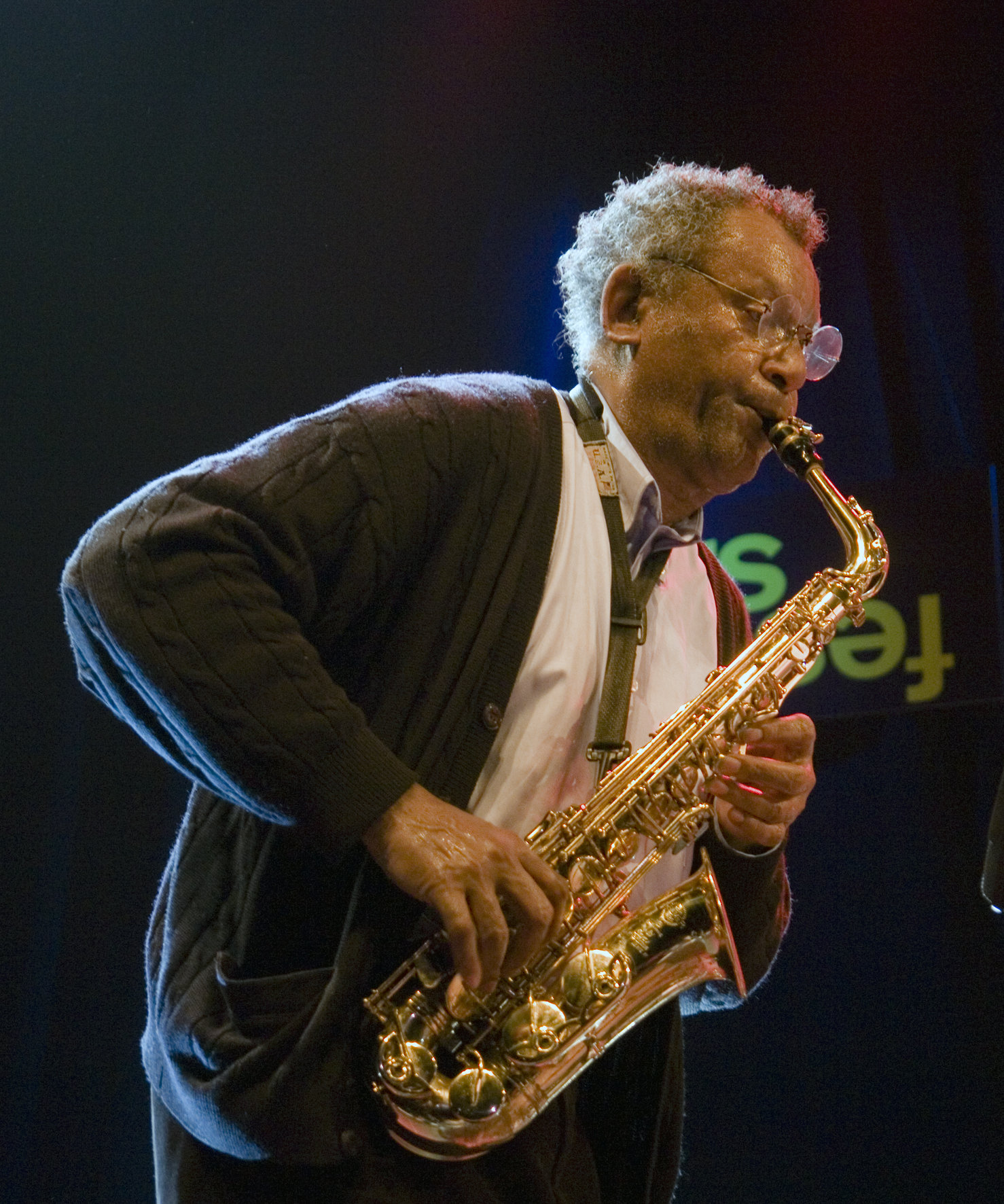
Anthony Braxton auf de Moers Festival 2007

Hört man Braxton Standards und Klassiker des Jazzrepertoires spielen, könne man ihn als reinen Saxophonisten erleben, schrieb Phil Freeman im Daily Bandcamp. Sein Stil sei, wenn man ihn von seinen eigenen anspruchsvollen Kompositionen entkopple, tief im Bebop verwurzelt. Er vertiefe sich in Melodien, klammere sich an besonders fesselnde Phrasen und kaue sie lange durch, bevor er weitermacht. Aber er würde auch den anderen drei Mitgliedern der Gruppe aufmerksam zuhören und, manchmal ganz plötzlich, beiseitetreten, um sie ins Rampenlicht zu rücken. Es sei faszinierend zu hören, wie Braxton und seine Bandkollegen sich mit so vielen bekannten Melodien auseinandersetzen. Diese Box diene dazu, seine Jazz-Bona-fides zu bekräftigen, als ob sie einer Bestätigung bedürfen, und die Breite seines Hörverständnisses zu demonstrieren. Aber ganz gleich, wie tief er in Showmusik, Jazzklassiker oder 60er-Jahre-Pop eintauche, es fühlt sich nie so an, als würde er verschiedene Hüte anprobieren – er sei in jedem Moment ganz er selbst, und das dürfte vielleicht das Erstaunlichste an diesem Album sein.
Die Sammlung sei ein einladend offenes Fenster in die Welt eines häufig unerbittlichen Bilderstürmers, tausche jedoch nie die Nostalgie gegen Braxtons lebenslangen Fokus auf die lebendig formbare Gegenwart und imaginäre Zukunft aus. Hier würden Latin-Jazz, Freebop, rauer Sound und traditioneller Swing aufeinander treffen, schrieb John Fordham im Guardian. „Monk’s Evidence“ sei eine hinkende Free-Improvisation und Destillation von Saxophon-Einschlägen und Coll’arco-Bass-Wischbewegungen, während Sonny Rollins‘ berühmtes „Alfie“-Thema mit abstrakten Bassstrichen und Klaviersaitenzupfen beginnt, bevor Braxtons klagende Altmelodie einsetze. Die anmutig verschlungene Melodie von Charles Mingus‘ „Peggy's Blue Skylight“ werde zu Braxtons murmelnder, melodisch kapriziöser Saxofonimprovisation im Doppeltakt, aber es sei ein weniger gefeiertes Mingus-Thema – „Sue’s Changes“, das Mingus seiner Frau Sue Mingus gewidmet hatte – das Braxtons Kühnheit mit Balladenformen verkörpere und es zum Kochen bringt Mittelteil bis hin zum Ausatmen des Atems durch das Saxophon in den Klangkörper des Klaviers und zu ehrfurchtsvoller, freier Improvisation auf Zehenspitzen. Nichts wurde im Studio aufpoliert, „was man hört, ist was man bekommt“ – abgesehen von ein wenig klanglicher Unruhe und holprigem Timing sei dies eine erstaunliche Chronik der lebendigen Definition eines Unikats.